# کوه اومورو (شیزوئوکا)
کوه اومورو (به لاتین: Mount Ōmuro) یک کوه، آتشفشان و مخروط خاکستر در ژاپن است که در ایتو، شیزوئوکا واقع شده‌است. کوه اومورو ۵۸۰ متر بالاتر از سطح دریا واقع شده‌است.